# サーチング (競走馬)
サーチング（Searching、1952年 - 1973年）は、アメリカ合衆国のサラブレッドの競走馬・繁殖牝馬。主にハンデキャップ競走で顕著な成績を残し、1978年にアメリカ競馬殿堂入りを果たした。繁殖牝馬としても成功し、同じく殿堂馬アフェクショネイトリーの母となった。

## 経歴
オーナーブリーダーのオグデン・フィップスが持つ、ケンタッキー州レキシントン近郊のクレイボーンファームで生産された牝馬である。父はアメリカ三冠馬のウォーアドミラル、母は名繁殖牝馬ラトロワンヌの仔でステークス勝ち馬のビッグハリーという馬であった。体高は15.2ハンド（約154.4センチメートル）と小柄な馬であった。
サーチングはフィップスが馬主となり、ジェームズ・フィッツシモンズ調教師に預けられて2歳から競走生活を送った。しかし、蹄が脆かったため強い調教ができず、おもに下級条件戦で使われていった。サーチングの初期の成績は惨憺たるもので、2歳時には13戦して未勝利、年が明けても様子は変わらず、デビューから勝てないまま20戦が経過している。
1955年5月27日のベルモントパーク競馬場において、調教師のヒルシュ・ジェイコブスはフィップスからノーフィドリングという牝馬を7,500ドルで購入していた。この時、ジェイコブスはノーフィドリングの半妹であるサーチングにも興味を惹かれ、フィップスに「ビッグハリーの仔をほかにもお持ちのようで」と購入をほのめかすと、フィップスは「レースの後に15,000ドルで売ってもいい」と答えた。
馬主名義は妻エセルの名義を使用し、ヒルシュはフィッツシモンズからサーチングの管理を引き継いだ。調教の折、ヒルシュはサーチングの蹄が弱いことを見抜き、蹄と蹄鉄の間にフェルトを噛ませて衝撃を和らげる工夫を凝らした。以降、サーチングの競走成績は一転して上向き、この年はヴェイグランシーハンデキャップやギャロレットステークスの優勝を含む26戦12勝を挙げている。
その後も牝馬競走の常連となって多数の競走に出走、4歳時（1956年）はコレクションハンデキャップやダイアナハンデキャップ、トップフライトハンデキャップなどで5勝を挙げ、5歳シーズン（1957年）にはギャロレットステークスの2度目の優勝を手にした。その後6歳まで競走を続け、コレクションハンデキャップとダイアナハンデキャップの再度制覇を飾ったのち、右前肢の種子骨が折れたことで引退した。
サーチングは牝馬戦線の常連であったが、いずれの年次においても表彰を受けることがなく、また大競走とも無縁であった。後の1978年に、アメリカ競馬名誉の殿堂博物館はサーチングを殿堂馬として選定しており、競走成績に加えて後述の繁殖成績を加味したと考えられる。

## 主な勝鞍
※当時はグレード制未導入。
1954年（2歳）　13戦0勝
1955年（3歳）　26戦12勝
ヴェイグランシーハンデキャップ（分割）、ギャロレットステークス
1956年（4歳）　21戦5勝
マスケットハンデキャップ、トップフライトハンデキャップ、ダイアナハンデキャップ、コレクションハンデキャップ
1957年（5歳）　13戦3勝
ディスタフハンデキャップ、ギャロレットステークス
1958年（6歳）　16戦5勝
ダイアナハンデキャップ、モリーピッチャーハンデキャップ、コレクションハンデキャップ、メートリアークハンデキャップ
主な勝鞍の出典：

## 繁殖成績
競走馬引退後、サーチングはジェイコブスの持つビーバー・ジェイコブスステーブルにて繁殖牝馬となった。その後1966年にジェイコブスは体調不良から馬産を引退、ジョージ・ハンフリーに購入されてホイートリーファームに移されている。
サーチングは生涯で8頭の競走馬を生み、うち7頭が勝ち上がりを決めている。なかでも第1仔のアフェクショネイトリー（Affectionately、1960年生、父スワップス）は最優秀2歳牝馬や最優秀短距離馬などの称号を獲得する活躍で、後年殿堂入りを果たしている。このほかでは、アーリントンワシントンラッシーステークス勝ち馬のアドマイアリング（Admiring、1962年生、父ヘイルトゥリーズン）、フリゼットステークスなどに優勝したプライスレスジェム（Priceless Gem、1963年生、父ヘイルトゥリーズン）などが出ている。
これらの産駒もまた繁殖牝馬として優れ、アフェクショネイトリーはプリークネスステークス勝ち馬のパーソナリティを、プライスレスジェムはフランスで大活躍したアレフランスといった大物を出した。また、アドマイアリングはG2勝ち馬のグローイングトリビュート（Glowing Tribute、1973年生、父グロースターク）を出しているが、このグローイングトリビュートがケンタッキーダービー優勝馬シーヒーローを含む7頭のステークス勝ち馬を輩出している。

### 牝系図
牝系図の主要な部分（G1競走優勝馬、日本の重賞馬）は以下の通り。*は日本に輸入された馬。
牝系図の出典：galopp-sieger.de
- Tregonwell's Natural Barb Mare - F-No.1始祖
  - （10代省略）
    - Web 1808 - F-No.1-s始祖
      - （11代省略）
        - La Troienne 1926 ---ラトロワンヌ系へ（F-No.1-x始祖）
          - Big Hurry 1936 
            - Searching 1952 ------←(改行)

---↓サーチング系
- Searching 1952 
  - Affectionately 1960（スピナウェイステークスほか） 
    - *パーソナリティ 1967（プリークネスステークスほか）

  - Admiring 1962 
    - Glowing Tribute 1973 
      - Hero's Honor 1980（ユナイテドネイションズハンデキャップ、ボーリンググリーンハンデキャップ）
      - Wild Applause 1981 
        - Eastern Echo 1988（米フューチュリティステークス）
        - Praise 1994
          - Congrats 2000

        - Yell 2000
          - Cheery 2009
            - Elate 2014（ベルデイムステークス、アラバマステークス）

      - Victoria Cross 1983
        - Mozart 1998（ジュライカップ、ナンソープステークス）

      - Glowing Honor 1985
        - Golden Honor 1997
          - Global Gold 2004
            - Il Campione 2011（チリ2000ギニーなどGI4勝）

      - Sea Hero 1990（ケンタッキーダービー）
      - Mackie 1993 
        - *シーキングザベスト 2001（武蔵野ステークス）
        - Montfleur 2002 
          - Mawingo 2008（ドゥームベンカップ）

    - Wealth of Nations 1975 
      - Printing Press 1981 
        - Redeemer 1986 
          - *アメリカンボス 1995（中山記念など重賞4勝）
          - *フリーフォーギブン 1999 
            - アンペア 2006（エーデルワイス賞）

        - Lite Light 1988（CCAオークスなどGI4勝）
          - *ゲイリーイグリット 1995（兵庫ゴールドトロフィー、さきたま杯）

  - Priceless Gem 1963 
    - Allez France 1970（凱旋門賞、仏ダービー、仏1000ギニーなどGI7勝）
    - Lady Winborne 1976 
      - Lady Lady 1982
        - Lady In Power 1994
          - Grace And Power 2005
            - Delectation 2011（VRCスプリントクラシック）
            - Gracie's Lass 2012
              - Artorius 2018（ブルーダイヤモンドステークス）

      - Benguela 1984 
        - Catumbella 1993 
          - Honor in War 1999（WRターフクラシック）

        - Lady Angola 1998
          - Duntle 2009
            - Circus Maximus 2016（クイーンアンステークスなどGI3勝）

      - La Gueriere 1988（クイーンエリザベス2世チャレンジカップステークス）

    - Priceless Countess 1977 
      - Ordway 1994（米シャンペンステークス）

## 血統表
| サーチングの血統           | サーチングの血統              | サーチングの血統        | （血統表の出典）        | （血統表の出典）  |
| 父系                       | マンノウォー系                | マンノウォー系          | マンノウォー系          | [ § 2 ]           |
| 父 War Admiral 黒鹿毛 1934 | 父の父Man o'War 1917 栗毛     | Fair Play               | Hastings                | Hastings          |
| 父 War Admiral 黒鹿毛 1934 | 父の父Man o'War 1917 栗毛     | Fair Play               | Fairy Gold              |                   |
| 父 War Admiral 黒鹿毛 1934 | 父の父Man o'War 1917 栗毛     | Mahubah                 | Rock Sand               | Rock Sand         |
| 父 War Admiral 黒鹿毛 1934 | 父の父Man o'War 1917 栗毛     | Mahubah                 | Merry Token             |                   |
| 父 War Admiral 黒鹿毛 1934 | 父の母Brushup 1929 鹿毛       | Sweep                   | Ben Brush               | Ben Brush         |
| 父 War Admiral 黒鹿毛 1934 | 父の母Brushup 1929 鹿毛       | Sweep                   | Pink Domino             |                   |
| 父 War Admiral 黒鹿毛 1934 | 父の母Brushup 1929 鹿毛       | Annette K.              | Harry of Hereford       | Harry of Hereford |
| 父 War Admiral 黒鹿毛 1934 | 父の母Brushup 1929 鹿毛       | Annette K.              | Bathing Girl            |                   |
| 母 Big Hurry 黒鹿毛 1936   | 母の父Black Toney 黒鹿毛 1911 | Peter Pan               | Commando                | Commando          |
| 母 Big Hurry 黒鹿毛 1936   | 母の父Black Toney 黒鹿毛 1911 | Peter Pan               | Cinderella              |                   |
| 母 Big Hurry 黒鹿毛 1936   | 母の父Black Toney 黒鹿毛 1911 | Belgravia               | Ben Brush               | Ben Brush         |
| 母 Big Hurry 黒鹿毛 1936   | 母の父Black Toney 黒鹿毛 1911 | Belgravia               | Bonnie Gal              |                   |
| 母 Big Hurry 黒鹿毛 1936   | 母の母La Troienne 鹿毛 1926   | Teddy                   | Ajax                    | Ajax              |
| 母 Big Hurry 黒鹿毛 1936   | 母の母La Troienne 鹿毛 1926   | Teddy                   | Rondeau                 |                   |
| 母 Big Hurry 黒鹿毛 1936   | 母の母La Troienne 鹿毛 1926   | Helene de Troie         | Helicon                 | Helicon           |
| 母 Big Hurry 黒鹿毛 1936   | 母の母La Troienne 鹿毛 1926   | Helene de Troie         | Lady of Pedigree        |                   |
| 母系(F-No.)                | (FN:1-s (1-x))                | (FN:1-s (1-x))          | (FN:1-s (1-x))          | [ § 3 ]           |
| 5代内の近親交配            | Ben Brush4×4、Domino5×5       | Ben Brush4×4、Domino5×5 | Ben Brush4×4、Domino5×5 | [ § 4 ]           |
| 出典                       | 1. 2. 3. 4.                   | 1. 2. 3. 4.             | 1. 2. 3. 4.             | 1. 2. 3. 4.       |

サーチングの前にジェイコブスに買われた半姉ノーフィドリング（No Fiddling、1945年生、父King Cole）は、サーチングと同じくオグデン・フィップスの生産馬。サーチングとは違ってジェイコブスの管理下に入っても成績は伸びず、18戦して未勝利に終わっている。しかし繁殖牝馬としては非凡で、8頭の産駒すべてが勝ち上がり、中でも1967年の最優秀古牝馬になったストレイトディール（Straight Deal、1962年生、父ヘイルトゥリーズン）が代表産駒である。
母ビッグハリーはアイドルアワーストックファームの所有者、エドワード・ライリー・ブラッドリーの生産馬。12戦4勝の戦績で、2歳時にセリマステークスに優勝している。繁殖牝馬としてアイドルアワーストックファームに繋養され、1934年にオグデン・フィップスに購入された。ビッグハリーの牝系からは、サーチング・ノーフィドリングの牝系以外からもイージーゴアが出ている。